# Polan
Polan (H2Po) je sloučenina vodíku a polonia, patří tedy mezi chalkogenovodíky a hydridy. Je silně radioaktivní a kvůli jeho velké nestabilitě není většina jeho fyzikálních a chemických vlastností známa, ovšem chemické by měly být podobné jako mají ostatní chalkogenovodíky. Jeho vodný roztok se nazývá kyselina polanová.
Připravuje se reakcí polonia s kyselinou chlorovodíkovou na hořčíkové fólii nebo hydrolýzou polonidu olovnatého:
PbPo + H2O → H2Po + PbO